# Milan Luković
Milan Luković (serbisch-kyrillisch Милан Луковић; * 12. Dezember 1986 in Belgrad, Jugoslawien) ist ein ehemaliger serbischer Eishockeytorwart und heutiger Trainer, der seit 2019 in verschiedenen Funktionen beim KHK Roter Stern Belgrad tätig ist.

## Karriere
Milan Luković begann seine Karriere als Eishockeytorwart beim HK TAS Nowigrad Belgrad, für den er bereits als 15-Jähriger in der jugoslawischen Eishockeyliga spielte. Von 2004 bis 2006 stand er beim KHK Roter Stern Belgrad unter Vertrag und wurde mit dem Klub 2005 serbisch-montenegrinischer Meister. Nach einem Jahr beim Lokalrivalen HK Beostar, zog es ihn 2007 nach Novi Sad, wo er jeweils ein Jahr für den HK Vojvodina und den HK Novi Sad in der serbischen Eishockeyliga spielte. Anschließend kehrte er in die serbische Hauptstadt zurück und spielt nach zwei erneuten Jahren beim Roten Stern seit 2011 für den HK Partizan Belgrad, mit dem er von 2012 bis 2016 durchgehend serbischer Meister wurde. In der Spielzeit 2011/12 spielte er mit Partizan zudem in der Slohokej Liga, die er mit dem Klub ebenfalls gewinnen konnte. 2019/20 gehörte er noch einmal eine Spielzeit zum Kader des Roten Sterns, kam aber zu keinem Einsatz mehr. Anschließend beendete er seine Spielerkarriere.

### International
Für Jugoslawien stand Luković im Juniorenbereich bei der U18-Weltmeisterschaften der Division III 2002 im Tor. Nach der Aufspaltung des Landes spielte er für Serbien und Montenegro bei den U18-Weltmeisterschaften der Division II 2003 und 2004 sowie bei den U20-Weltmeisterschaften der Division II 2003, 2004, 2005 und 2006.
Im Herrenbereich nahm er mit der serbisch-montenegrinischen Mannschaft an den Weltmeisterschaften der Division II 2005 und 2006 teil. Nachdem sich Montenegro von Serbien getrennt hatte, spielte er mit der serbischen Auswahl bei den Weltmeisterschaften 2007, 2008, 2009, als er mit der drittbesten Fangquote nach dem Isländer Dennis Hedström und dem Esten Villem-Henrik Koitmaa zum besten Torhüter des Turniers gewählt wurde, 2011, 2012, 2013, als er als bester Spieler seiner Mannschaft ausgezeichnet wurde, 2014, 2015 und 2017, als er aber nicht zum Einsatz kam, ebenfalls in der Division II. Nach dem Aufstieg 2009 trat er bei der 2010 mit der Mannschaft vom Balkan in der Division I an, musste dort aber den sofortigen Wiederabstieg hinnehmen. Zudem vertrat er Serbien bei den Qualifikationsturnieren für die Olympischen Winterspiele in Vancouver 2010 und in Sotschi 2014.

### Trainerkarriere
Bereits während seiner aktiven Laufbahn war Luković für den serbischen Eishockeyverband als Torwart- bzw. Assistenztrainer tätig. Seit 2019 gehört er in verschiedenen Funktionen zum Stab des KHK Roter Stern Belgrad. In der Spielzeit 2020/21 war er Cheftrainer des Klubs.

## Erfolge und Auszeichnungen
- 2002 Aufstieg in die Division II bei der U18-Weltmeisterschaft der Division III
- 2005 Serbisch-montenegrinischer Meister mit dem KHK Roter Stern Belgrad
- 2009 Aufstieg in die Division I bei der Weltmeisterschaft der Division II, Gruppe A
- 2009 Bester Torhüter bei der Weltmeisterschaft der Division II, Gruppe A
- 2012 Serbischer Meister mit dem HK Partizan Belgrad
- 2012 Gewinn der Slohokej Liga mit dem HK Partizan Belgrad
- 2013 Serbischer Meister mit dem HK Partizan Belgrad
- 2014 Serbischer Meister mit dem HK Partizan Belgrad
- 2015 Serbischer Meister mit dem HK Partizan Belgrad
- 2016 Serbischer Meister mit dem HK Partizan Belgrad